# Шерілін Фенн
Шерілін Фенн (англ. Sherilyn Fenn; нар. 1 лютого 1965) — американська акторка.

## Життєпис
Народилася 1 лютого 1965 року в Детройті, штат Мічиган. Мати Арлін Кватро — піаністка, батько Лео Фенн — музичний менеджер. Тітка Сьюзі Кватро — популярна співачка і басистка, дід Арт Кватро був джазовим музикантом. По материнській лінії має італійське та угорське коріння, а по батьківській — ірландське та французьке. У молодості Шерілін багато подорожувала разом з матір'ю та двома братами. У віці сімнадцяти років Шерілін переїхала в Беверлі-Гіллз, передмістя Лос-Анджелеса. Там вона вивчала акторську майстерність, працювала моделлю.

## Кар'єра
У середині 80-х починає зніматися у молодіжних фільмах «Без гальм» (1984), «Хлопець що треба» (1985), «Зіткнення» (1986). Стає відомою, знявшись в еротичній стрічці «Злиття двох місяців» (1988). Роль чарівної Одрі Горн у культовому серіалі Девіда Лінча «Твін Пікс» приносить їй справжню славу.
За цю роль Шерілін номінується на премії «Золотий глобус» та «Еммі». Також Девід Лінч дає їй роль у своєму фільмі «Дикі серцем».

## Фільмографія
| Рік       |    | Українська назва                    | Оригінальна назва                                 | Роль                                |
| --------- | -- | ----------------------------------- | ------------------------------------------------- | ----------------------------------- |
| 1984      | ф  | Без гальм                           | The Wild Life                                     | Пенні Гарлін                        |
| 1984      | тф | Серце мовчить                       | Silence of the Heart                              | Моніка                              |
| 1985      | кф | Манекени                            | Dummies                                           |                                     |
| 1985      | ф  | Хлопець що треба                    | Just One of the Guys                              | Сенді                               |
| 1985      | ф  | Неконтрольований                    | Out of Control                                    | Кеті                                |
| 1985      | с  | Будьмо                              | Cheers                                            | Габріелла                           |
| 1986      | ф  | Зіткнення                           | Thrashin'                                         | Вельвет                             |
| 1986      | ф  | Дух помсти                          | The Wraith                                        | Кері Джонсон                        |
| 1986      | с  | Серце міста                         | Heart of the City                                 | Ліза                                |
| 1987      | с  | Джамп-стріт, 21                     | 21 Jump Street                                    | Діана Нельсон                       |
| 1987      | тф | Казки з Голлівудських пагорбів      | Tales from the Hollywood Hills: A Table at Ciro's | Бетті                               |
| 1987      | ф  | Школа зомбі                         | Zombie High                                       | Сюзі                                |
| 1988      | ф  | Злиття двох місяців                 | Two Moon Junction                                 | Ейпріл                              |
| 1988      | тф | Ми роз'єднані                       | Divided We Stand                                  | Лорейн                              |
| 1988      | с  | ABC Спеціально після школи          | ABC Afterschool Specials                          | Бет                                 |
| 1989      | с  | ТБ 101                              | TV 101                                            | Робін Зіммер                        |
| 1989      | ф  | Кримінальна зона                    | Crime Zone                                        | Гелен                               |
| 1989      | ф  | Кровні узи                          | True Blood                                        | Дженніфер Скотт                     |
| 1990      | ф  | Дикі серцем                         | Wild at Heart                                     | дівчина в аварії                    |
| 1990      | ф  | Мрії на задвірках                   | Backstreet Dreams                                 | Люсі                                |
| 1990—1991 | с  | Твін Пікс                           | Twin Peaks                                        | Одрі Горн                           |
| 1990      | в  | Меридіан                            | Meridian                                          | Кетрін                              |
| 1991      | тф | Історія Діллінджера                 | Dillinger                                         | Біллі Фрешетт                       |
| 1991      | ф  | Любов і смерть у мотелі Сансет      | Desire and Hell at Sunset Motel                   | Бріджит «Брайді» Сото               |
| 1991      | ф  | Щоденник найманого вбивці           | Diary of a Hitman                                 | Джейн                               |
| 1992      | ф  | Рубі                                | Ruby                                              | Шеріл Енн ДуДжин / Кенді Кен        |
| 1992      | ф  | Про мишей і людей                   | Of Mice and Men                                   | дружина Керлі                       |
| 1993      | ф  | Гелена в ящику                      | Boxing Helena                                     | Гелена                              |
| 1993      | ф  | Три серця                           | Three of Hearts                                   | Еллен Армстронг                     |
| 1993      | ф  | Фатальний інстинкт                  | Fatal Instinct                                    | Лаура Лінкольнбері                  |
| 1994      | тф | Пробудження весни                   | Spring Awakening                                  | Марджі                              |
| 1995      | с  | Байки зі склепу                     | Tales from the Crypt                              | Еріка                               |
| 1995      | тф | Ліз: Історія Елізабет Тейлор        | Liz: The Elizabeth Taylor Story                   | Елізабет Тейлор                     |
| 1995      | тф | Раб мрії                            | Slave of Dreams                                   | Зулайха                             |
| 1996      | тф | Сезон у чистилищі                   | A Season in Purgatory                             | Кіт Бредлі                          |
| 1996      | тф | Справа про вбивство                 | The Assassination File                            | Лорен Джейкобс                      |
| 1997      | с  | Друзі                               | Friends                                           | Джинджер                            |
| 1997      | ф  | Напиши сценарій                     | Just Write                                        | Аманда Кларк                        |
| 1997      | ф  | Особисте життя                      | Lovelife                                          | Моллі                               |
| 1997      | ф  | Люди-тіні                           | The Shadow Men                                    | Дез Вілсон                          |
| 1997      | тф | Психоаналітик Дона                  | The Don's Analyst                                 | Ізабелла Леоні                      |
| 1998      | тф | Кошмар вулиці                       | Nightmare Street                                  | Джоанна Бурк / Сара Рендольф        |
| 1998      | с  | Здобич                              | Prey                                              | доктор Слоан Ларкін                 |
| 1998      | с  | Купідон                             | Cupid                                             | Гелен Девіс                         |
| 1998—2001 | с  | Раптове пробудження                 | Rude Awakening                                    | Біллі Франк                         |
| 1998      | ф  | Смертельний попутник                | Outside Ozona                                     | Марсі Дагган Райс                   |
| 1999      | тф | Любов по-американськи               | Love American Style                               | Ненсі                               |
| 1999      | ф  | Темрява наступає                    | Darkness Falls                                    | Саллі Дрісколл                      |
| 2000      | ф  | Цемент                              | Cement                                            | Ліндел                              |
| 2001      | тф | Сліпі                               | Blind Men                                         |                                     |
| 2001      | тф | Мертвий сезон                       | Off Season                                        | Петті Вінслоу                       |
| 2001      | с  | За межею можливого                  | The Outer Limits                                  | Нора Гріффітс / клон Нори           |
| 2001      | с  | Нічні бачення                       | Night Visions                                     | Шарлотта                            |
| 2002      | с  | Спостереження за Еллі               | Watching Ellie                                    | Ванесса                             |
| 2002      | с  | Затока Доусона                      | Dawson's Creek                                    | Алекс Перл                          |
| 2002      | с  | Хижі пташки                         | Birds of Prey                                     | доктор Гарлін Квінцель / Гарлі Квін |
| 2002      | с  | Закон і порядок: Спеціальний корпус | Law & Order: Special Victims Unit                 | Глорія Стенфілд                     |
| 2002      | тф | Запах смерті                        | Scent of Danger                                   | Бренна Шоу                          |
| 2002      | ф  | Пограбування століття               | $windle                                           | Софі Цен                            |
| 2003      | ф  | Сполучені штати Ліланда             | The United States of Leland                       | місіс Кальдерон                     |
| 2003      | ф  | Воїн мрії                           | Dream Warrior                                     | Стерлінг                            |
| 2003      | тф | Нічні хвилі                         | Nightwaves                                        | Шелбі Нейлор                        |
| 2003—2004 | с  | Бостонська школа                    | Boston Public                                     | Вайлет Монтгомері                   |
| 2003—2007 | с  | Дівчата Гілмор                      | Gilmore Girls                                     | Анна Нардіні / Саша                 |
| 2004      | с  | NCIS: Полювання на вбивць           | NCIS: Naval Criminal Investigative Service        | Джейн Доу / Сюзанна МакНіл          |
| 2004      | с  | Місто майбутнього                   | Century City                                      | Брі Клеменс                         |
| 2004      | ф  | Печерний житель                     | Cavedweller                                       | Ем Ті                               |
| 2004      | тф | Ретро-рок                           | Pop Rocks                                         | Еллісон Гарден                      |
| 2004      | тф | Містер Ед                           | Mr. Ed                                            | Карлотта Поуп                       |
| 2005      | с  | Справедлива Емі                     | Judging Amy                                       | Гізер Рейд                          |
| 2005      | с  | 4400                                | The 4400                                          | Джен ДеЛінн Бейкер                  |
| 2005      | тф | Офіцер убивчого відділу             | Officer Down                                      | детектив Кетрін Шонессі             |
| 2005      | тф | Смертельна ізоляція                 | Deadly Isolation                                  | Сьюзен Мандавей                     |
| 2006      | тф | Вважати загиблою                    | Presumed Dead                                     | детектив Мері Енн Купер             |
| 2006      | ф  |                                     | Whitepaddy                                        | Карен Грінлі                        |
| 2006      | ф  | Кохання у великому місті            | Novel Romance                                     | Ліза Стюарт Нормейн                 |
| 2006      | с  | Три місяця над Мілфорд              | Three Moons Over Milford                          | Джанет Девіс                        |
| 2006      | с  | Місце злочину: Маямі                | CSI: Miami                                        | Гвен Крейтон                        |
| 2007      | с  | Злодії Екстра класу                 | Smith                                             | Деббі Таркенсон                     |
| 2007      | тф | Придурки з Газзарду: Початок        | The Dukes of Hazzard: The Beginning               | Лулу Гоґґ                           |
| 2007      | ф  | Форсаж да Вінчі                     | Treasure Raiders                                  | Лена                                |
| 2007      | ф  | Кулак воїна                         | Lesser of Three Evils                             | Кеті Барнс                          |
| 2008      | с  | Доктор Хаус                         | House M.D.                                        | місіс Соллнер                       |
| 2009      | с  | У простому вигляді                  | In Plain Sight                                    | Гелен Траск / Гелен Трейлен         |
| 2009      | ф  |                                     | The Scenesters                                    | Барбара Дітріхсон                   |
| 2010      | с  | Ясновидець                          | Psych                                             | Модетт Горнсбі                      |
| 2012—2014 | с  | Проект: Фенікс                      | Project: Phoenix                                  | Єлена Гайленд                       |
| 2012      | тф | Бігфут                              | Bigfoot                                           | шериф Беккі Альварес                |
| 2013      | ф  | Убий або помри                      | Raze                                              | Елізабет                            |
| 2013      | с  | Місто мрії                          | Magic City                                        | Мадам Рене                          |
| 2014      | с  | CSI: Місце злочину                  | CSI: Crime Scene Investigation                    | Мадам Сюзанна                       |
| 2014      | с  | Рей Донован                         | Ray Donovan                                       | Донна Кокран                        |
| 2014      | ф  | Історія Бріттані Мерфі              | The Brittany Murphy Story                         | Шарон Мерфі                         |
| 2015      | ф  | Неприродний                         | Unnatural                                         | доктор Ганна Ліндвал                |
| 2015      | ф  | Дещо про неї                        | Something About Her                               | Шарлін                              |
| 2015      | тф |                                     | Casa Vita                                         | Марлен                              |
| 2016      | ф  | Секрети Емілі Блер                  | The Secrets of Emily Blair                        | Лінда Ріган                         |
| 2017      | ф  | Твін Пікс: Повернення               | Twin Peaks: The Return                            | Одрі Горн                           |
| 2017      | ф  | Бійся своїх бажань                  | Wish Upon                                         | місіс Делюка                        |
| 2022      | с  | Сяюча долина                        | Shining Vale                                      | Робін Курт                          |